# Giorgi Chaindrawa

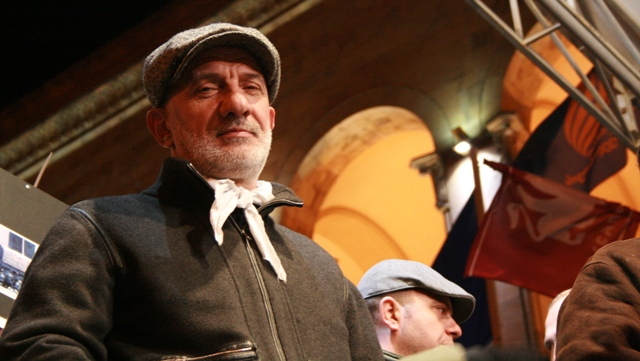
Giorgi Chaindrawa (2009)

Giorgi Goga Chaindrawa (georgisch გიორგი ხაინდრავა; * 7. Juli 1956 in Tiflis, Georgische SSR) ist ein georgischer Politiker (Republikanische Partei). Der Filmproduzent war von Februar 2004 bis Juli 2006 georgischer Minister für Konfliktlösungen.

## Leben
1979 schloss er ein Geologiestudium am Georgischen Polytechnischen Institut (heute Georgische Technische Universität) in Tiflis ab. 1984 legte er ein Examen an der Cinematografischen Fakultät des Tiflisser Theater-Instituts ab.
Von 1988 wurde er Leiter des Theater-Institut Studios. 1991 wechselte er als Direktor zum Studio TMS. Er produzierte Spiel- und Dokumentarfilme. Darunter Die Wahrheit Georgiens, Die Georgisch-Orthodoxe Kirche, Selbstportrait, Die Glocke, Telefon der Freundlichkeit, Die Nylon-Tanne, Robinsonade, Schwarze Augen und Urga, die mit internationalen Filmpreisen ausgezeichnet wurden. Zuletzt war er Direktor einer privaten Radiostation, die dem Schwiegersohn Eduard Schewardnadses gehörte.
Chaindrawa war Präsidiumsmitglied des Obersten Sowjets Georgiens. Von 1992 bis 1993 war er Staatsminister für abchasische Angelegenheiten.
Er beteiligte sich an der georgischen Rosenrevolution, die zum Rücktritt Präsident Schewardnadses führte. Mit dem Schriftsteller Dawit Turaschwili sowie den Mitarbeitern des Tifliser Freiheitsinstituts Giga Bokeria und Dawit Surabischwili bildete er am 10. November 2003 ein Komitee für zivilen Widerstand, das in Universitäten, Organisationen und der Provinz für Maßnahmen gegen die Regierung warb. Im Februar 2004 wurde er auf Vorschlag von Präsident Micheil Saakaschwili vom Parlament zum Staatsminister für Konfliktlösungen gewählt.
Im Oktober 2005 löste er eine Regierungskrise aus. Auf einer Dienstreise nach Moskau kritisierte er öffentlich die Entlassung von Außenministerin Salome Surabischwili durch Premierminister Surab Noghaideli als „falschen Schritt“. Surabischwili sei die „erfolgreichste Außenministerin Georgiens“, die Anwürfe gegen sie „inkompetent und zumeist falsch“ gewesen.
Am 21. Juli 2006 wurde er aus seinem Amt entlassen, nachdem er sich öffentlich mit Verteidigungsminister Irakli Okruaschwili über die Rechtmäßigkeit polizeilicher Durchsuchungen von Autos der russischen Botschaft in Tiflis gestritten hatte.
Er ist verheiratet und hat zwei Kinder. Er spricht Georgisch, Englisch und Russisch.